# Jo Dekmine
Joseph Deckmyn, dit Jo Dekmine (né à Bruxelles le 19 février 1931 et mort le 23 septembre 2017), est un directeur de théâtre belge.

## Biographie
Jo Dekmine est né à Bruxelles d'un père flamand et d'une mère francophone. Il a deux frères, Paul et Bernard.
Après des études à l'institut supérieur des arts décoratifs de La Cambre, il démarre deux carrières parallèles :
- historiquement, sa famille étant ancrée dans le commerce international de tissu, il se lance dans la création textile en collaboration avec des amis graphistes italiens et belges. Il continuera à créer et composer de nouveaux tissus imprimés jusqu'au milieu des années 1960 ;
- par passion, il fait la programmation d'artistes et de musiciens pour la très petite salle de « La Poubelle » au 140 chaussée d'Ixelles[2] avec l'aide de son frère Paul pour structurer le projet. Ils créeront un concept de cabaret qui devra déménager plusieurs fois. Il est amusant de noter que Jacques Brel considérait ouvertement cette adresse comme ayant un public trop marginal pour pouvoir lui-même y chanter[3].

Durant son service militaire effectué en 1953 et 1954 dans l'Allemagne pacifiée de l'après-guerre, il fait chanter des interprètes qui pour certains se révéleront prestigieux devant un public de jeunes soldats belges, comme Barbara qui chantera à sa demande durant deux soirs dans les baraquements de Rhénanie-du-Nord-Westphalie (Weiden, Ludensheid, Neheim).
Jo Dekmine lance « La Tour de Babel » en 1955, cabaret qui eut un succès durable au no 7 de la Grand Place de Bruxelles (à droite de l'hôtel de ville). On peut y entendre Léo Ferré, Les Frères ennemis, Barbara, Paul Libens, Catherine Sauvage, des chansonniers, des humoristes, et quand l'artiste n'est pas au rendez-vous... c'est lui-même qui monte sur scène pour lire Henri Michaux (« Un certain plume »), Robert Desnos, ou Tardieu, ou pour chanter des chansons de cabaret 1900 (Yvette Guilbert ou Aristide Bruant).
L'épisode de « La Tour de Babel » consommé, il est forcé de déménager et, en 1960, avec son frère Paul et quelques amis, il crée le petit cabaret de « L'Os à moelle » à deux pas de la place Meiser (commune de Schaerbeek) qui est, lui aussi, un succès durant deux ans. À l'affiche : Bobby Jaspar, Dexter Gordon, Nicole Louvier, Ricet Barrier, du jazz, de la chanson, et bien sûr les amis.
En 1962, on prévient Jo Dekmine de la création d'une salle de pratiquement 600 places à quelques mètres de l'« Os à Moelle ». Elle ne devrait servir que quelques jours par an, pour la paroisse voisine. Grâce à la confiance établie, le futur du bâtiment lui est entièrement confié pour développer le projet du Théâtre 140. La première saison du Théâtre 140 s'ouvre en septembre 1963 avec le clown-mime Dimitri, Alex Métayer, Jacques Dufilho, Romain Bouteille, Serge Gainsbourg (injustement descendu par des critiques de l'époque), le contrebassiste François Rabbath, Mouloudji, Roland Dubillard et Bernard Fresson dans « Naives hirondelles ». Après cette saison inaugurale, suivront 50 années de prospection de spectacles et d'aventures en théâtres, en musiques, et en danses.
Le 21 juin 1969, il coorganise le « Pop-Event », à Deurne, aux portes d'Anvers, festival pop-rock psychédélique avec plus de seize groupes à l'affiche dont Procol Harum et Fleetwood Mac.

À l'automne 1969, il est chargé de faire la programmation Rock du festival du journal Actuel, prévu en France et déplacé en urgence à Amougies en province de Hainaut. Le Festival d'Amougies se déroule sous la pluie, mais dans les meilleures conditions d'ambiance pour des milliers de jeunes. Durant cinq jours on pouvait y entendre Pink Floyd, Captain Beefheart, Pretty Things, Frank Zappa, Ten Years After, The Nice, Yes, Soft Machine, Pharoah Sanders... à quelques kilomètres de Tournai, et juste trois mois après le festival de Woodstock.
Mais c'est surtout de sa passion pour la danse qu'il marque les esprits, toujours à l'affût des nouvelles expressions dans les festivals du monde entier. Il est président de la Commission consultative de l'art de la danse mise en place en janvier 1989.
Jusqu'à l'été 2015 Jo Dekmine était toujours directeur et responsable de la programmation du Théâtre 140 à Bruxelles, lieu devenu depuis référentiel d'un langage scénique ouvert, éclectique, et empreint de liberté. Il disait de lui dans une interview récente : « Je suis un homme libre dans mes choix, ni prisonnier d'une compagnie, ni d'un devoir, si ce n'est d'être la vitrine d'une certaine sensibilité d'aujourd'hui à travers le théâtre, la danse et la musique, et cela au niveau international. » C'est Astrid Van Impe, membre de l'équipe du 140 avec laquelle il composait les saisons depuis cinq ans, qui lui a succédé à la direction du théâtre en septembre 2015 .
En France, il est chevalier de l'ordre des Arts et Lettres, en Belgique il est fait commandeur de l'ordre de Léopold II en 2004, ainsi que citoyen d'honneur de la Commune de Schaerbeek.

### Découvreur
Tout dépend bien sûr ce que chacun accorde comme signification au mot Découvreur. Mais Jo Dekmine a assurément eu le talent d'amener au Théâtre 140 (ainsi que dans ses cabarets antérieurs) et de promouvoir avec énergie des noms alors inconnus qui deviendront des stars, ou à tout le moins des références artistiques.

Ainsi, c'est en 1948, à 17 ans, qu'il rencontre Léo Ferré à Paris et l’invite une première fois à Bruxelles pour chanter face à un public d'étudiants. Et c'est devant un public très clairsemé qu'il présentera le tour de chant de Boris Vian.

Parmi les personnages et les spectacles qu'il a présentés et fait découvrir au public du « 140 » : Serge Gainsbourg, Julian Beck et le Living Theatre, Pink Floyd à neuf reprises  (d'abord avec Syd Barrett, puis avec David Gilmour), Boby Lapointe, Ferre Grignard, Thelonious Monk (65-66), Lionel Hampton, Juliette Greco, Rufus, Jacques Higelin, Brigitte Fontaine, Dick Annegarn, Emerson, Lake and Palmer, Van der Graaf Generator, Hugues Aufray, Françoise Hardy, France Gall, Nino Ferrer, Manu Dibango, Fernando Arrabal et Jérôme Savary, The Kinks, Marie Laforêt, John Lee Hooker, Georges Wolinski, le brésilien Baden Powell de Aquino, le Bread and Puppet Theatre, Claude Nougaro, Félix Leclerc, le jazzman Philip Catherine, le Cuarteto Cedrón, Tadeusz Kantor, le Café de la Gare avec Miou-Miou et Patrick Dewaere, Archie Shepp, Le grand orchestre du Splendid, Peter Brook, l'Art Ensemble of Chicago, Talking Heads, Georges Moustaki, Renaud Cojo...
Au travers de ses cinquante-deux saisons de programmation du Théâtre 140, il est considéré comme l'un des supports fondamentaux de la danse contemporaine belge, et donc aussi flamande, de ces trente dernières années. Dans ce domaine, on a pu y découvrir, entre de nombreux autres : Pina Bausch, Carolyn Carlson, Sankaï Juku, la compagnie Ariadone de Carlotta Ikeda, Philippe Decouflé, Anne Teresa De Keersmaeker, « Les Ballets C de la B » d'Alain Platel puis de Koen Augustijnen, les productions du théâtre Victoria de Gand...
Au cours des années, directement ou indirectement, officiellement ou informellement, il a une grande part d'influence dans la création :
- des Halles de Schaerbeek avec Philippe Grombeer en 1972[20] ;
- de l'émission de télévision Cargo de nuit présentée par Jean-Louis Sbille sur la RTBF ;
- de l'émission de télévision Javas sur la RTBF ;
- du Théâtre des Doms, vitrine sud de la création théâtrale francophone belge dans la ville d'Avignon (particulièrement durant le festival annuel).

## Écrits
- Jo Dekmine écrit ses éditos, chroniques et descriptions de spectacles trimestriellement dans le journal postal du Théâtre 140 jusqu'en 2015.
- Auteur du livre (et liste de référence de la programmation du Théâtre 140 de 1963 à 1983) : Le Décalage horaire, Vingt années d'aventures au Théâtre 140, éditions de l'Atelier Vokaer, 1983.
- Préfacier de plusieurs livres, dont le Décalage horaire d'Alain Dantinne[21].
- Participant au livre collectif Rencontres et décalages de la compagnie Mossoux-Bonté[22].
- Le 8e numéro hors-série de la revue Alternatives théâtrales (juillet 2011) est entièrement consacré à la carrière de Jo Dekmine et présente, entre autres, textes d'hommages signés d'artistes et de journalistes, un dialogue biographique très détaillé et une trentaine de photos issues de l'histoire du Théâtre 140[23].

## Hommage

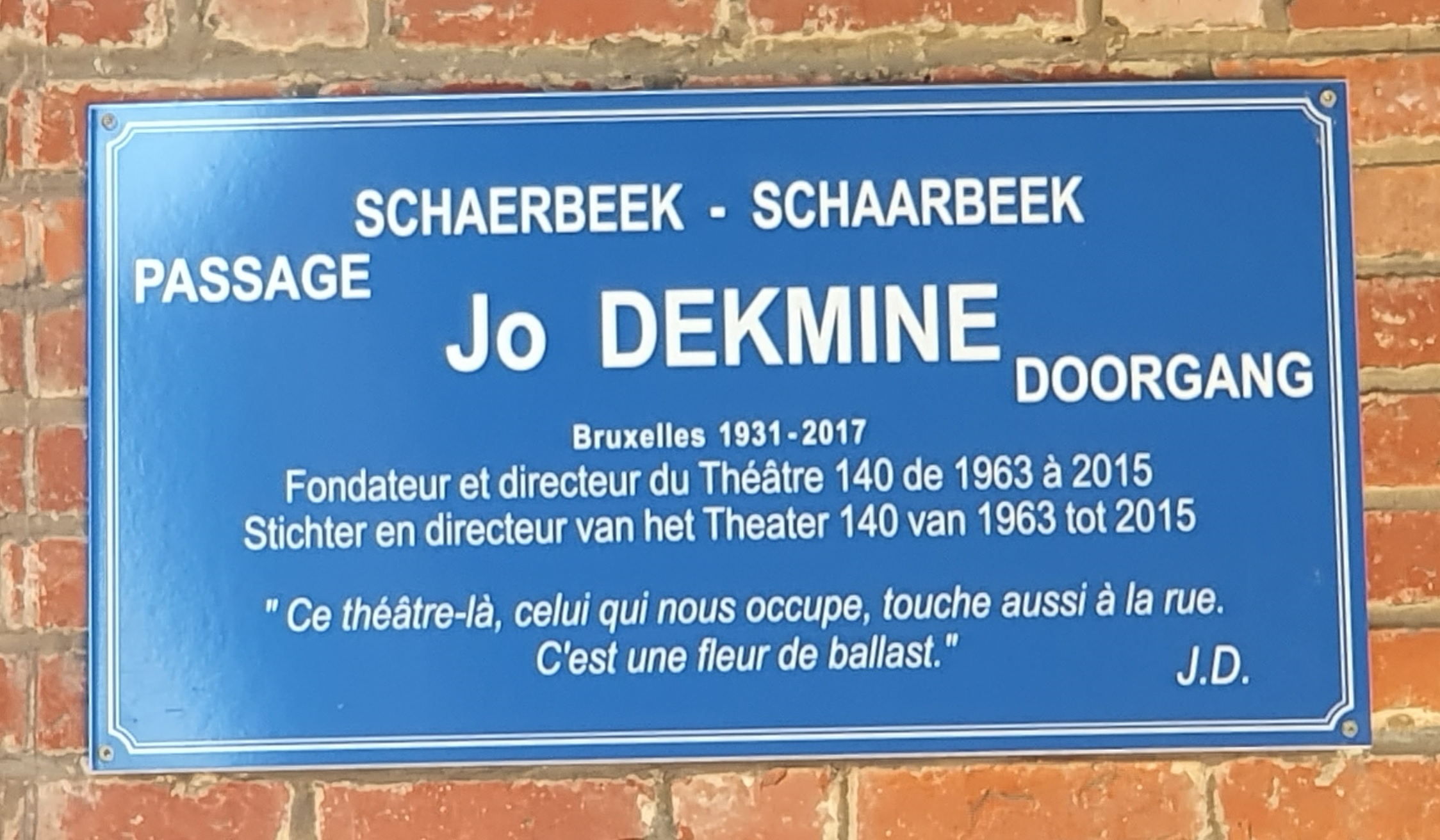
Passage Jo Dekmine

Le 31 mai 2019, la commune de Schaerbeek inaugure le passage Jo Dekmine qui fait la liaison entre l'avenue Plasky et la cour d'accès du Théâtre 140.